# Campo de Villavidel
Campo de Villavidel é um município da Espanha na província de León, comunidade autónoma de Castela e Leão, de área 13,99 km² com população de 145 habitantes (2006) e densidade populacional de 20,66 hab./km².

## Demografia
| Variação demográfica do município entre 1991 e 2004 | Variação demográfica do município entre 1991 e 2004 | Variação demográfica do município entre 1991 e 2004 | Variação demográfica do município entre 1991 e 2004 |
| --------------------------------------------------- | --------------------------------------------------- | --------------------------------------------------- | --------------------------------------------------- |
| 1991                                                | 1996                                                | 2001                                                | 2004                                                |
| 413                                                 | 360                                                 | 313                                                 | 289                                                 |